# 布雷伊季島
布雷伊季島是俄羅斯的島嶼，屬於法蘭士約瑟夫地群島的一部分，位於馬克林托卡島以東的北冰洋，由阿爾漢格爾斯克州負責管轄，長14.5公里、寬7公里，最高點海拔高度381米。